# 琉球光鳃鱼
琉球光鳃鱼（学名：Chromis isharae）为雀鲷科光鳃鱼属的鱼类，俗名长棘光鳃鱼。分布于日本琉球群岛以及南海诸岛等。